# Sega Saturn
Der Sega Saturn (japanisch セガサターン, Sega Satān) ist eine stationäre Spielkonsole des japanischen Unternehmens Sega, die erstmals am 22. November 1994 in Japan veröffentlicht wurde.

## Einführung
Zum Ende der 16-Bit-Konsolenära hatte Sega weltweit hinter Nintendo den zweiten Platz im Konsolengeschäft inne. Der Veröffentlichungstermin für Nintendos Nachfolger für das Super Nintendo Entertainment System, das spätere Nintendo 64, verschob sich immer weiter nach hinten, so dass Sega mit dem Mega-Drive-Nachfolger Saturn eine gute Chance hatte, sich besser am Markt zu positionieren. Da sich mit Sonys PlayStation ein starker Marktmitbewerber etablierte, konnte Sega diese Erwartung nicht erfüllen.
Im Mai 1995 startete Sega den Saturn in den Vereinigten Staaten, ganze sechs Monate früher als geplant. Dies wurde auf der Electronic Entertainment Expo (E3) im selben Jahr angekündigt, wo die Sega-Vertreter sich ein Werbegefecht mit Sony lieferten. Dieser überraschende Schritt hatte jedoch magere Verkäufe zur Folge. Dies lag größtenteils am hohen Preis des Systems und dem Mangel an erhältlicher Software. Folglich beschloss Sega, Saturn-Einheiten nur noch an ausgewählte Händler auszuliefern. Dies sorgte für große Verbitterung seitens bestimmter Firmen, darunter Kay-Bee Toys.
1996 erschien eine Peripherie namens Sega NetLink (ein 28,8-kB/s-Modem, das als Steckmodul eingebracht wurde). Eigentlich zur Rettung der Konsole gedacht, erwies es sich eher als kontraproduktiv, da es einen hohen Preis und nur wenige kompatible Spiele hatte. Ein Webbrowser war mit dem Gerät erhältlich, programmiert von PlanetWeb, dem späteren Programmierer des Dreamcast-Browsers. Es wurde auch ein Maus- und Tastaturadapter für den NetLink angeboten. Dennoch wurden nur sehr wenige Einheiten verkauft.
In Japan wurde die Konsole durch eine Reihe von Fernsehspots beworben, die einen Helden zeigte, der Jugendliche mit Gewalt dazu anhielt, Sega Saturn zu spielen „bis die Knöchel bluten“. Die Spots orientierten sich dabei in Tonfall und Ästhetik an klassischen japanischen Kampfkunstfilmen. Der Held, Segata Sanshirō, wurde im Laufe der Kampagne zu einem Pop-Phänomen, das Lied der Werbespots, Sega Saturn, shiro! (セガサターン、シロ! Sega Satān, shiro!), als CD-Single veröffentlicht.

## Technik

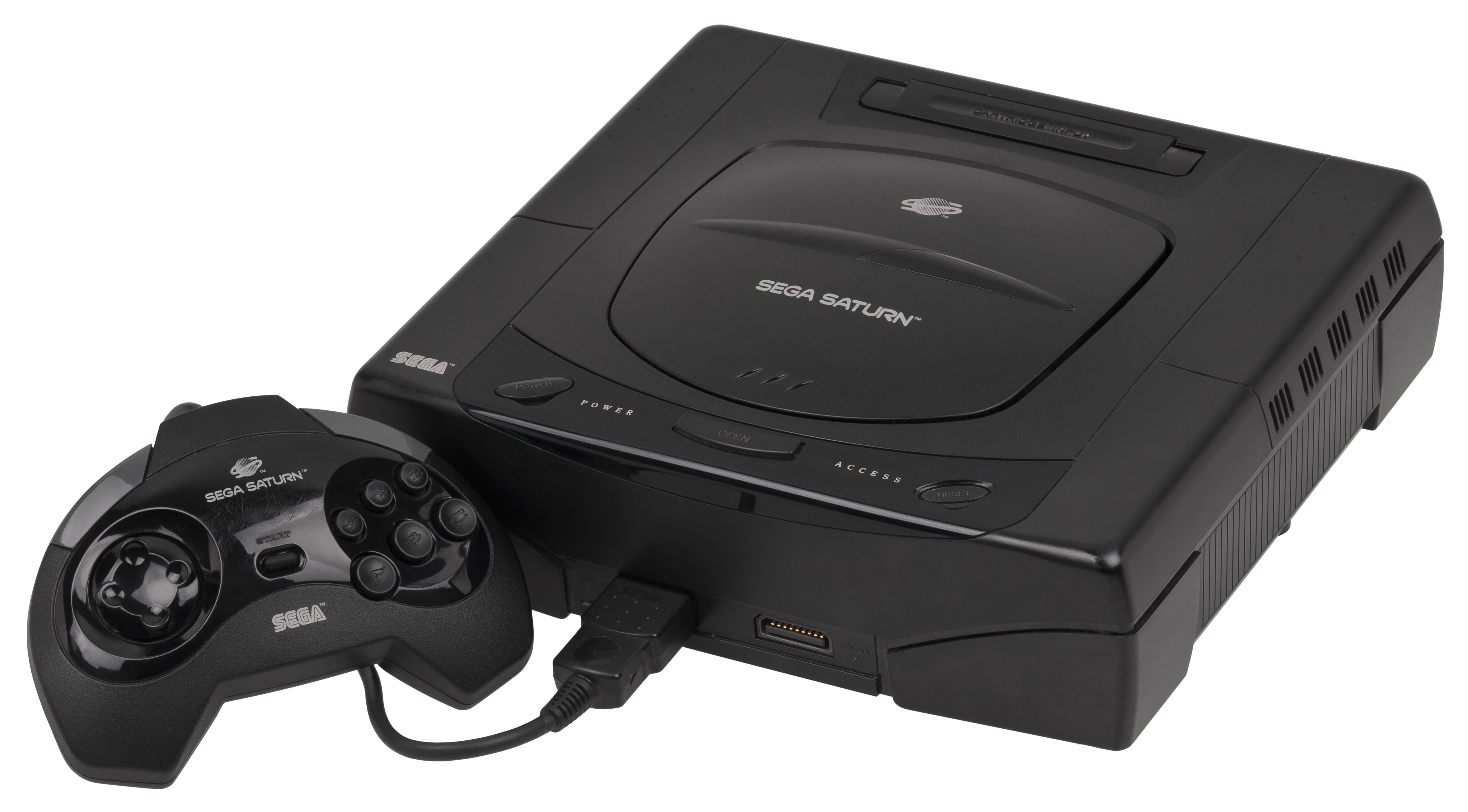
Erstes Saturn-Modell in Europa und Amerika

Die Hardware des Saturn, mit zwei Hauptprozessoren und sechs weiteren Prozessoren, machte es schwer, die maximale Leistung der Konsole voll auszunutzen, da das Parallel-Design für viele Spieleentwickler zu komplex war und auch noch heute ist. Yū Suzuki soll über die Schwierigkeiten, zwei Hauptprozessoren zu programmieren, gesagt haben: 

„Die Prozessoren starten zwar gleichzeitig, dennoch gibt es Verzögerungen, wenn der eine darauf warten muss, dass der andere aufholt. Ich hätte einen einzelnen sehr schnellen Hauptprozessor bevorzugt. So denke ich, dass nur einer von hundert Entwicklern den Saturn richtig schnell zu programmieren versteht.“

 Spielentwicklungen von anderen Herstellern wurden zudem dadurch gehemmt, dass keine brauchbaren Software Development Kits (Entwicklerumgebungen) verfügbar waren. Daher mussten viele Saturn-Spiele in Assemblersprache geschrieben werden, um eine angemessene Leistung mit der Hardware zu erzielen – eine ausgesprochen mühsame Entwicklungsweise. Häufig benutzten die Programmierer nur einen Hauptprozessor, um Schwierigkeiten beim Programmieren für den Saturn aus dem Weg zu gehen.
Der Saturn geriet bald gegenüber der PlayStation ins Hintertreffen; obwohl er über mehr als die doppelte Polygonleistung verfügte, wurde diese Leistung wegen Programmierschwierigkeiten nur selten erreicht. Im 2D-Bereich gehörte der Sega Saturn allerdings lange Zeit zur Oberklasse – dank der Fähigkeit einiger Spiele, auf die 4-MiB-RAM-Erweiterung zuzugreifen.
Es wurde ein spezielles Digitales Rechtemanagement (DRM) verwendet, der erst im Jahr 2016 geknackt wurde. Bis dahin konnte er lediglich mittels eines Modchips oder spezieller Importmodule (mit denen auch Importspiele, die andere Regionalcodes verwenden, gespielt werden können) umgangen werden. Eine weitere Möglichkeit besteht im schnellen Wechseln einer Original-CD gegen eine gebrannte. Dabei wird das System mit der gebrannten gestartet. Fährt der Laser nach außen, um den Kopierschutz der CD und somit die Echtheit zu prüfen, wird die CD bei geöffneter Lade und laufendem Saturn gegen ein Original ausgetauscht. Fährt der Laser wieder zurück, muss die gebrannte Version wieder eingelegt werden. Man nennt dies „Swap-Technik“.

## Spiele

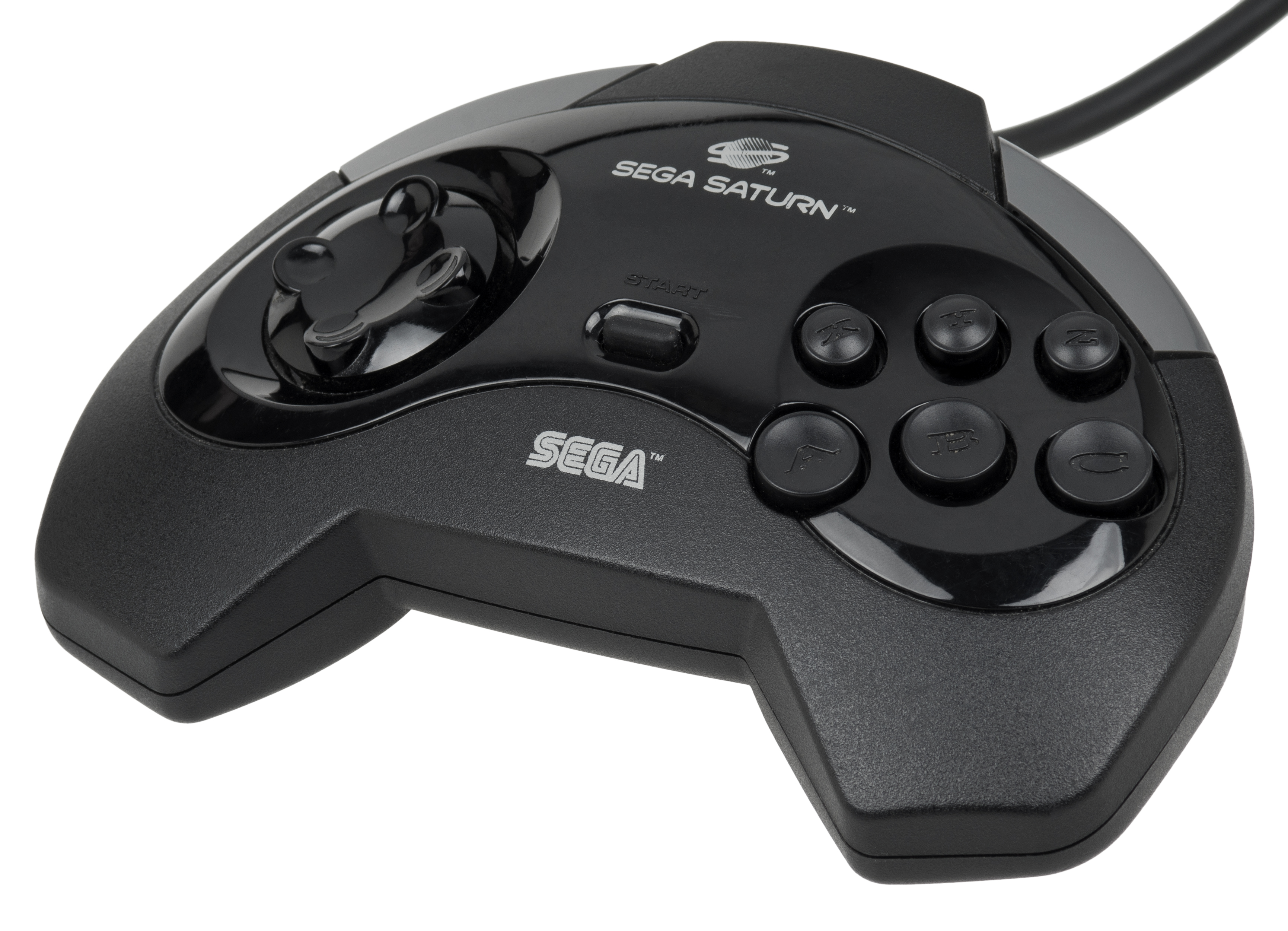
Gamepad des ersten Saturn Modells in Europa und Amerika

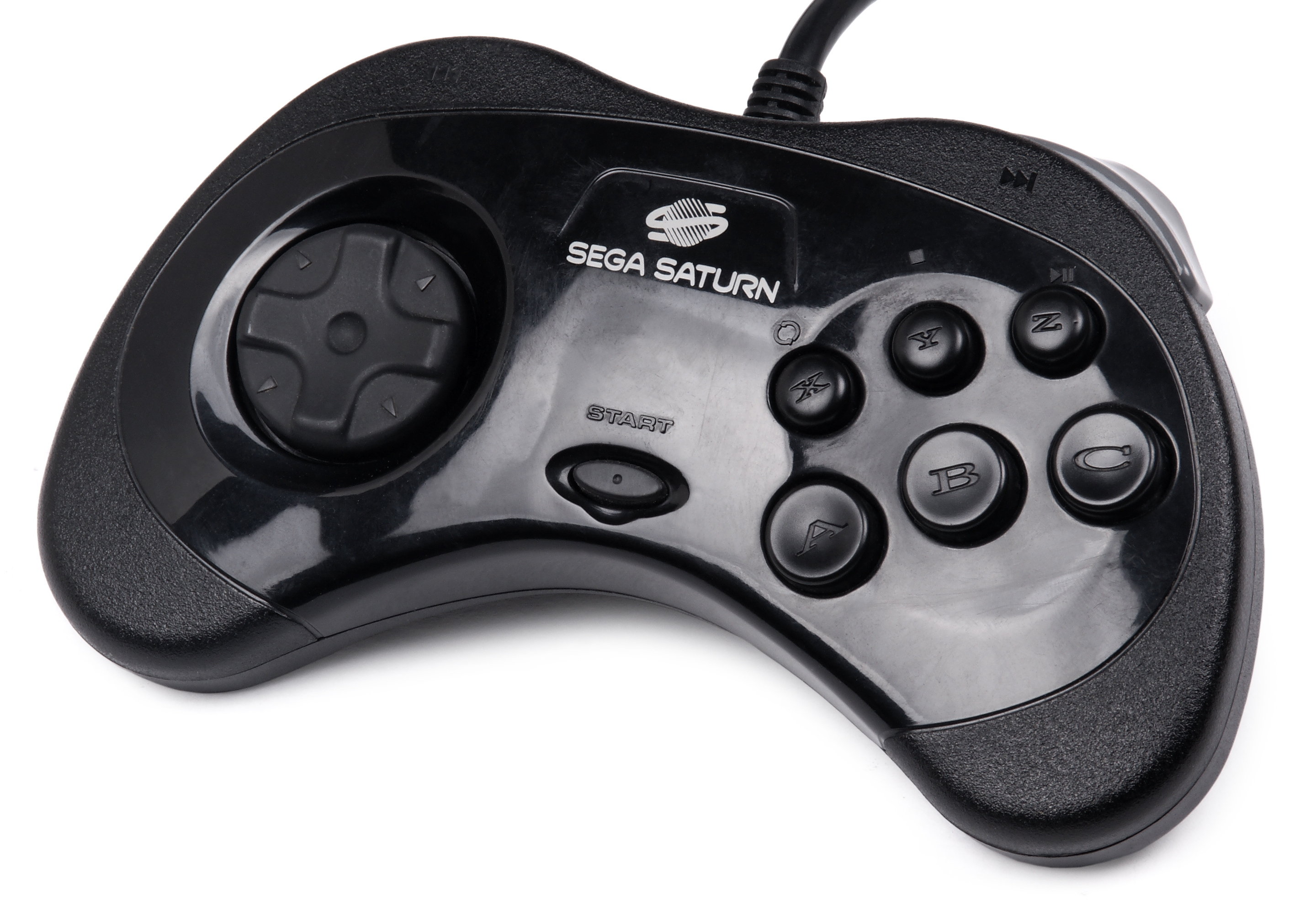
Gamepad des zweiten Saturn Modells in Europa und Amerika

Der Sega Saturn wurde ursprünglich als ultimative 2D-Konsole entwickelt, wurde aber zwecks besserer 3D-Fähigkeiten überarbeitet, als sich Gerüchte um die PlayStation verbreiteten. Anschließend wurde der Saturn übereilt auf den Markt geworfen, um einen Vorsprung vor den Mitbewerbern zu haben – dadurch waren beim Verkaufsstart nur sehr wenige Spiele erhältlich.
Es wird allgemein angenommen, dass der Erfolg der PlayStation von den riesigen Marketingkampagnen abhing, die Sony startete. Sega als reines Videospiel-Unternehmen konnte in diesem Punkt nicht mit dem riesigen Konzern Schritt halten. Außerdem hatte Sega mit Entwicklern zu kämpfen: Core Design zum Beispiel, die Macher der Tomb-Raider-Reihe, entwickelten nach den recht enttäuschenden Verkäufen von Tomb Raider für den Sega Saturn keine Fortsetzungen mehr, was einen herben Schlag für Sega bedeutete. Westliche Software-Häuser konvertierten zwar Titel, blieben dem Saturn aber größtenteils fern.
Obwohl der Saturn in Japan erfolgreicher als der Vorgänger Mega Drive war, war er auf dem nordamerikanischen und dem europäischen Markt größtenteils ein Fehlschlag, wofür eine Vielzahl von Gründen in Frage kommt. Einer der vielleicht bedeutendsten war das Misstrauen, das die Spieler gegenüber Sega entwickelten, nachdem eine Reihe von Zusatz-Peripherien für den Mega Drive erschienen waren, die nach mäßiger Unterstützung fallengelassen wurden. Dazu zählten das Sega Mega-CD und das Sega 32X. Die Sony PlayStation hatte außerdem viele beliebte Softwaretitel früher im Rennen als Sega, ausgenommen Tomb Raider, das tatsächlich zuerst auf dem Saturn erschien. Auch die Kosten waren ein Faktor, denn der Saturn kostete anfangs 400 US$ – im Gegensatz zur PlayStation, die 300 US$ kostete. In diesem Zusammenhang ist auch zu erwähnen, dass die PlayStation relativ einfach für Schwarzkopien umgerüstet werden konnte, was beim Saturn zwar theoretisch auch möglich, aber dennoch deutlich komplizierter war.
Der Saturn gilt unter Fans bis heute als Kultkonsole. Obwohl die Umsetzungen von bekannten Spielhallentiteln wie Daytona USA oder der Virtua-Fighter-Serie heute als 3D-Pionierarbeit gelten, blieb der Saturn damals bis zu seinem Ende im Schatten der PlayStation. Die Hardware konnte mit luxuriösen, aber auch teuren Merkmalen aufwarten, die den PlayStation-Käufern verwehrt blieben (interner Speicher, MPEG-Unterstützung – die es möglich machte, Video-CDs wiederzugeben; RAM-Erweiterung). Es erschienen auch einige wenige Exklusivtitel, die heute unter Fans Kultstatus genießen (NiGHTS into Dreams, Panzer Dragoon, Sega Rally). Was fehlt, sind die großen Namen und Helden von Nintendo, Sony und deren Alternativherstellern.
1998 erschien das Spiel Deep Fear in Europa als letzter Titel für den Saturn. In Japan hingegen erfreute sich der Saturn auch weiterhin großer Beliebtheit, was nicht zuletzt auf die große Masse an Rollenspielen zurückzuführen ist, von denen viele nicht bis nach Europa kamen.

## Modelle

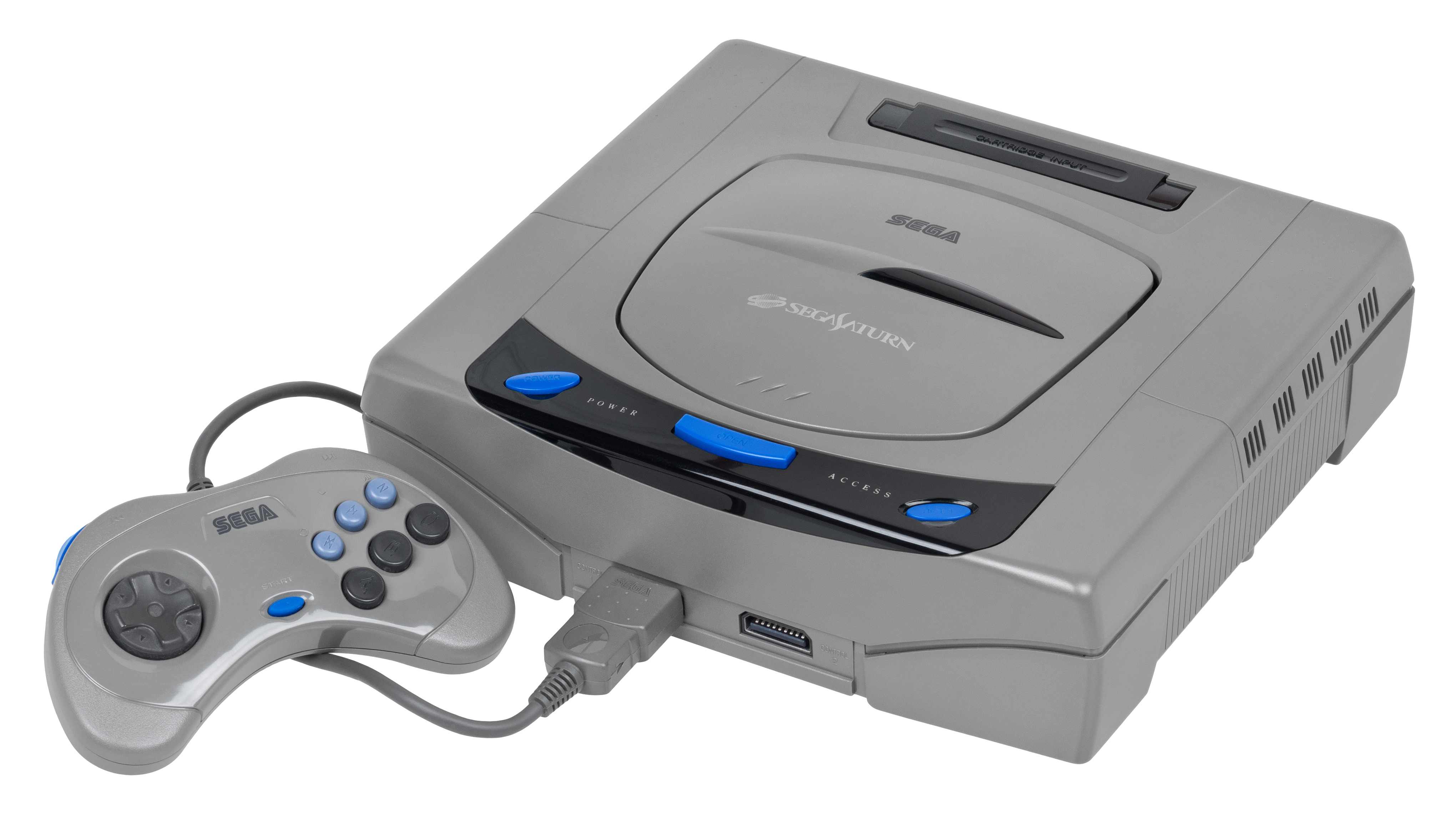
Japanische Sega Saturn in grau

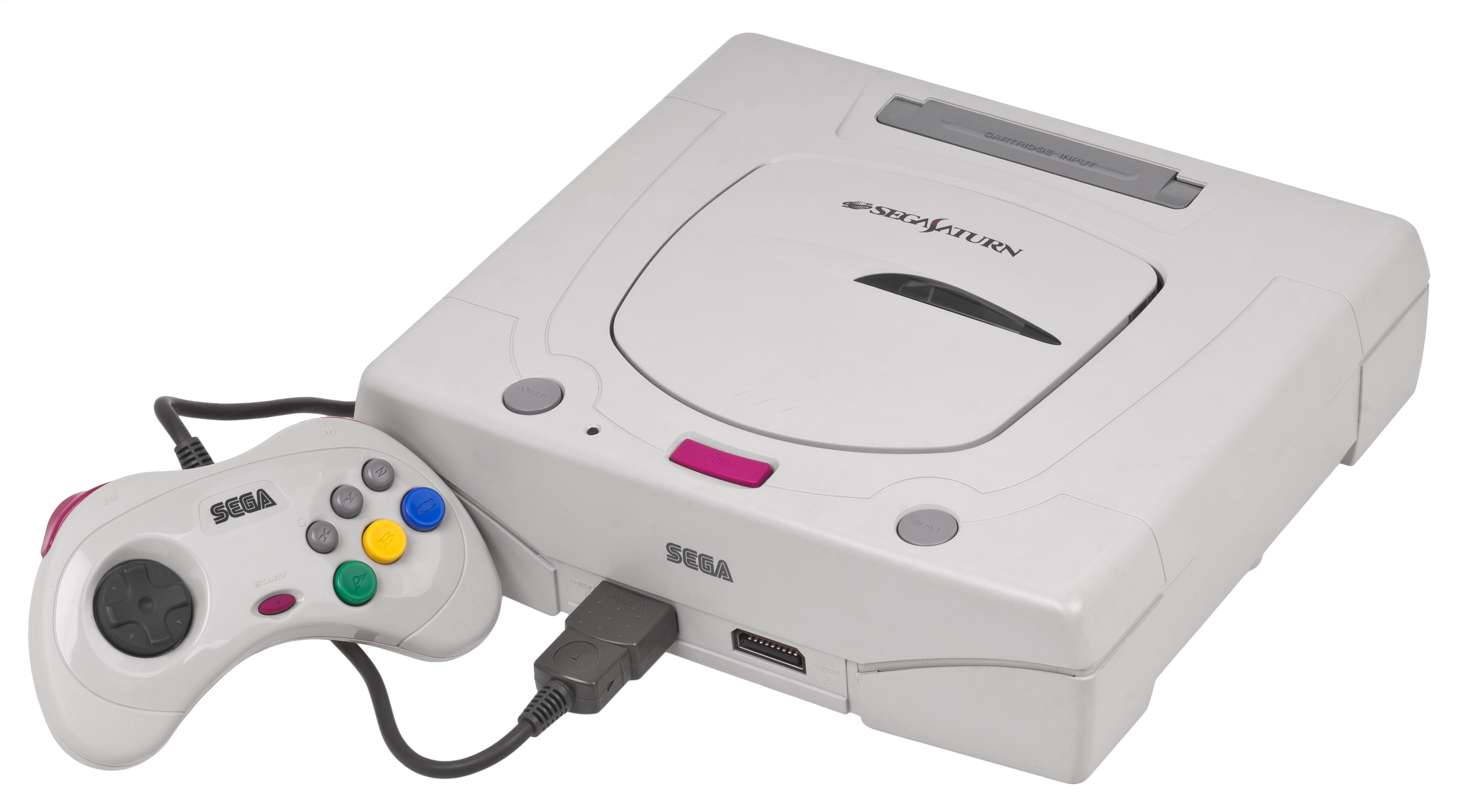
Japanische Sega Saturn in weiß

Es gab mehrere Modelle des Saturn. Das erste Modell mit ovalen Schaltern wurde nach einiger Zeit durch ein zweites mit runden Schaltern ersetzt. Zusammen mit dem zweiten Modell wurde auch ein überarbeitetes Gamepad ausgeliefert. In Europa, Australien, Kanada und den USA waren die Konsolen schwarz, auf dem japanischen Markt dagegen weiß und grau. Einige andere Farbversionen erschienen in limitierter Auflage in Japan: Der Skeleton „Cool“ Saturn mit einem graugetönten halbtransparenten Gehäuse und der Saturn Derbysta mit halbtransparentem bläulichen Gehäuse mit dem Logo des Pferderennspiels Derby Stallion.
Zudem wurden in Japan die Konsolen auch von anderen Herstellern gebaut, wie der JVC/Victor V-Saturn und der HiSaturn von Hitachi. In Korea wurden einige Konsolen von Samsung gefertigt.
Außerdem wurden für Frankreich Konsolen für die dortige SECAM-Norm produziert, bei denen es sich jedoch eigentlich um PAL-Geräte mit einem Konverter handelte, der die Videosignale umwandelte.

## Technische Daten
Hauptprozessoren

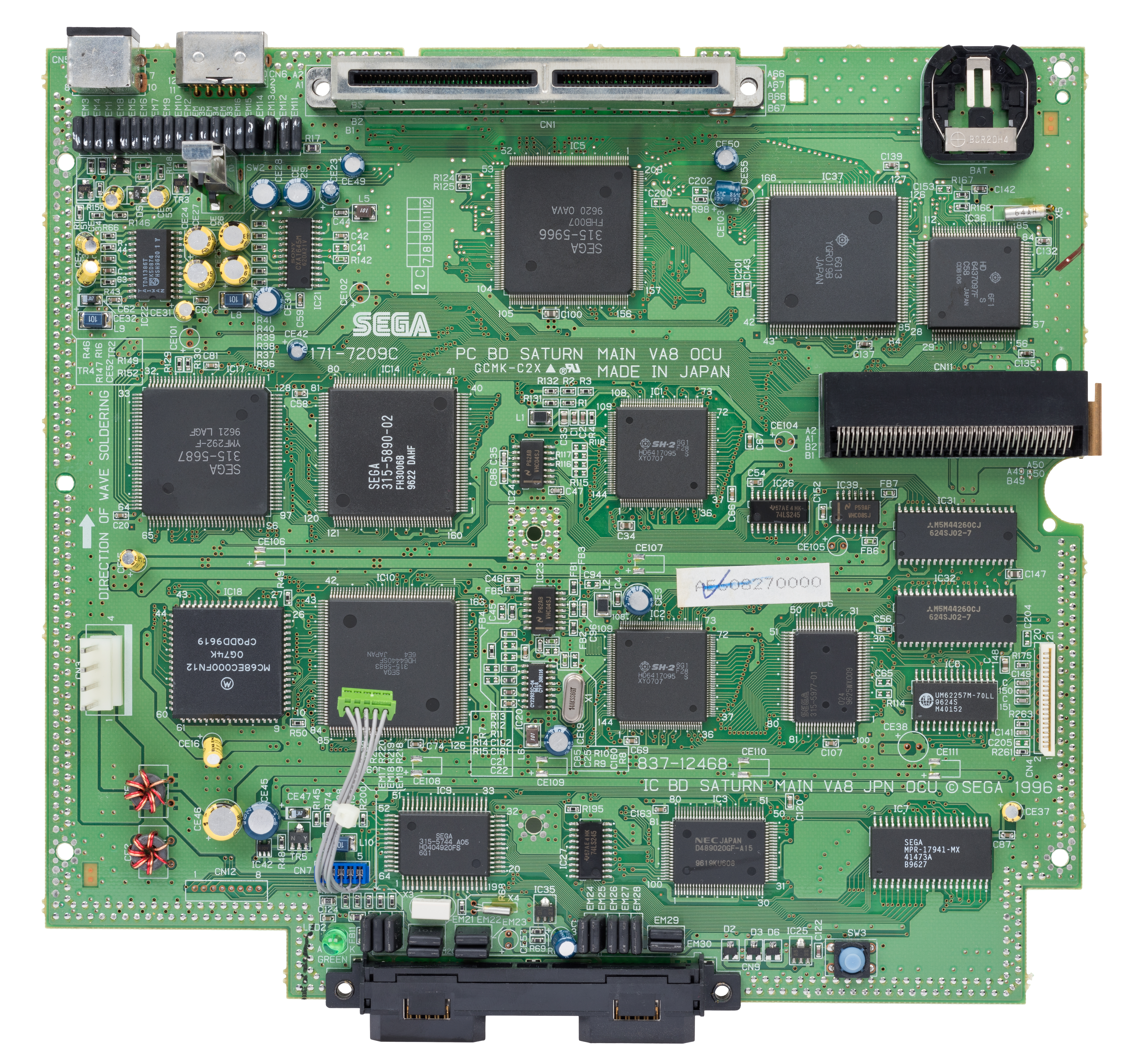
Hauptplatine

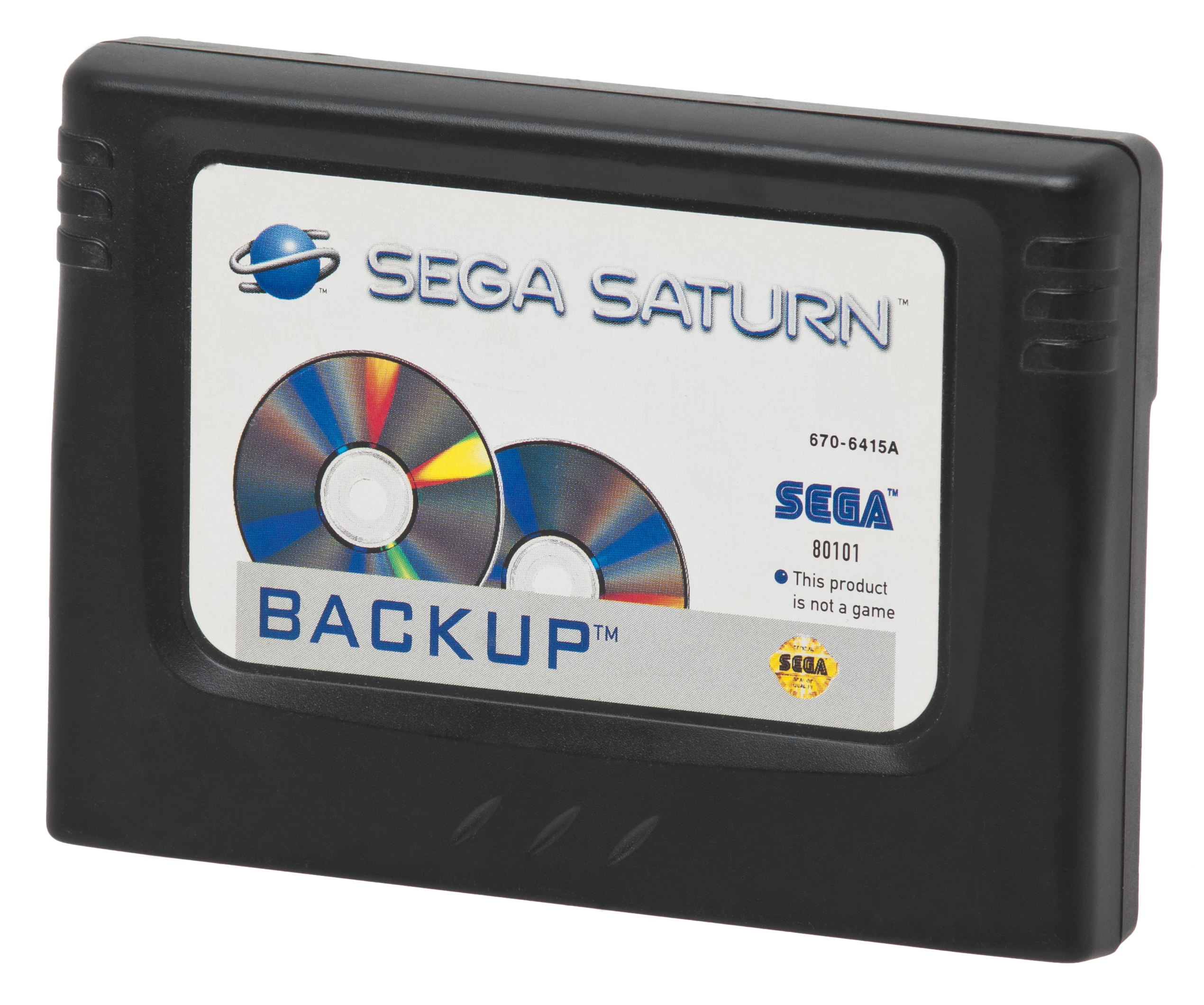
RAM-Kassette für Speicher-Backup

- Zwei (Master+Slave) SH-2 7604 32-Bit-RISC-Prozessoren mit je 28,6 MHz (je 25 MIPS) – mit jeweils 4 kB „on-chip“-Cache, davon 2 kB als direkt adressierbares RAM benutzbar
- SH-1 32-Bit-RISC-Processor, 20 MHz (20 MIPS), zur Kontrolle des CD-ROM-Laufwerks
- Saturn Control Unit (SCU) DMA-Controller zur Verbindung der drei Busse und Verarbeitung von Geometrie. 32-Bit bei 14,3 MHz
- Hitachi 4-Bit-MCU, „System Manager & Peripheral Control“ (SMPC)

Video
- VDP1, 32-Bit-Video-Display-Prozessor
- Sprite-, Polygon- und Geometrie-Engine (4-eckige Polygone)
- Dual 256 kB Frame Buffer für Rotations- und Scaling-Effekte
- Texture Mapping
- Gouraud Shading
- 512 KB Cache für Texturen
- VDP2, 32-Bit-Background-und-Scroll-Plane-Video-Display-Prozessor, lineare Transformation und Ausgabe
- Background Engine vergleichbar, aber leistungsfähiger als Mode 7 des SNES
- Fünf gleichzeitig scrollende Hintergründe
- Zwei gleichzeitig zoomende/rotierende Spielebenen
- 200.000 textur-gemappte Polygone pro Sekunde
- 500.000 flat-shaded Polygone pro Sekunde
- 60 Animations-Frames pro Sekunde
- 24-Bit-True-Color-Grafik
- 16,7 Millionen Farben
- Auflösungen: 352 × 240, 640 × 240 und 704 × 480 Pixel
- Programmierbare Anzeigenauflösungen: (Horizontale Größen von 320, 352, 640, 704 Pixeln), (Vertikale Größen von 224, 240, 256 scanlines, non-interlaced), (Vertikale Größen von 448, 480, 512 scanlines, interlaced), nur PAL-Konsolen unterstützen Scanlineanzeigen von 256 und 512
- 7,1590 MHz Taktrate bei NTSC-Systemen, 6,7116 MHz für PAL-Systeme

Audio
- Yamaha FH1 Digital-Signal-Prozessor (DSP) mit 22,6 MHz
- Motorola 68EC000 Sound-Prozessor mit 11,3 MHz (1,5 MIPS)
- 32 Kanäle für PCM (pulse-code modulation) oder FM (frequency modulation) Sound
- Beliebig viele der 32 Kanäle können verbunden werden für mehrere Operatoren pro FM Sound-Kanal
- Normalerweise wurden vier Operatoren pro Kanal für 8 FM-Kanäle insgesamt genutzt
- 44,1 kHz Sampling-Rate
- 16-Bit-Stereo-DAC

Speicher
- 2 MB RAM (zwischen beiden CPUs und der SCU geteilter Hauptspeicher)
- 1,54 MB Video-RAM
- 512 kB Audio-RAM
- 512 kB CD-ROM Cache
- 32 kB RAM (battery backup), als Massenspeicher (Spielstandspeicherung, High Scores etc.)

Medien
- Double-Speed-CD-ROM (320 KB/s Übertragungsgeschwindigkeit)
- Audio-CD-kompatibel
- CD+G-kompatibel
- CD+EG-kompatibel
- CD single (8 cm CD)-kompatibel
- Video-CD (MPEG1), optional
- Photo CD, optional (durch extra Software)
- Electronic Books, optional (durch extra Software)
- Digital Karaoke, optional
- 512 kB Memory-Cartridges für Spielstandsicherung, optional

Eingabe und Ausgabe
- High-Speed-Serial-Communications-Port
- Interner 32-Bit-Expansion-Port
- Interner Multi-AV-Port für Video-CD-Adapter
- Composite video/stereo (Standard)
- NTSC/PAL/SECAM RF (optional)
- S-Video-kompatibel (optional)
- RGB-kompatibel (optional)
- Hi-Vision (EDTV) und 31 kHz (VGA) Anzeige: (31 kHz: 320 × 480 oder 640 × 480, non-interlaced), (Hi-Vision: 352 × 480 oder 704 × 480, non-interlaced) Benötigt kompatiblen Monitor und Video-Kabel (optional)
- Analoges Control-Pad optional
- Zwei Control-Pad-Anschlüsse

Stromversorgung
- AC120 Volt; 60 Hz (US/CAN)
- AC240 Volt; 50 Hz (EU/AUS)
- AC100 Volt; 50/60 Hz (JP)
- 3-Volt-Lithiumbatterie (CR 2032) zum Antreiben des permanenten RAM- und SMPC-internen Realzeittaktgebers

Fernsehnormen
- NTSC-J (JP)
- NTSC-US (US/CAN)
- PAL (EU/AUS)
- SECAM (F)

Stromverbrauch
- ca. 25 W

Größe (Europa-/US-Modell)
- Breite: 260 mm (10,2″)
- Tiefe: 230 mm (9,0″)
- Höhe: 83 mm (3,2″)

Zubehör

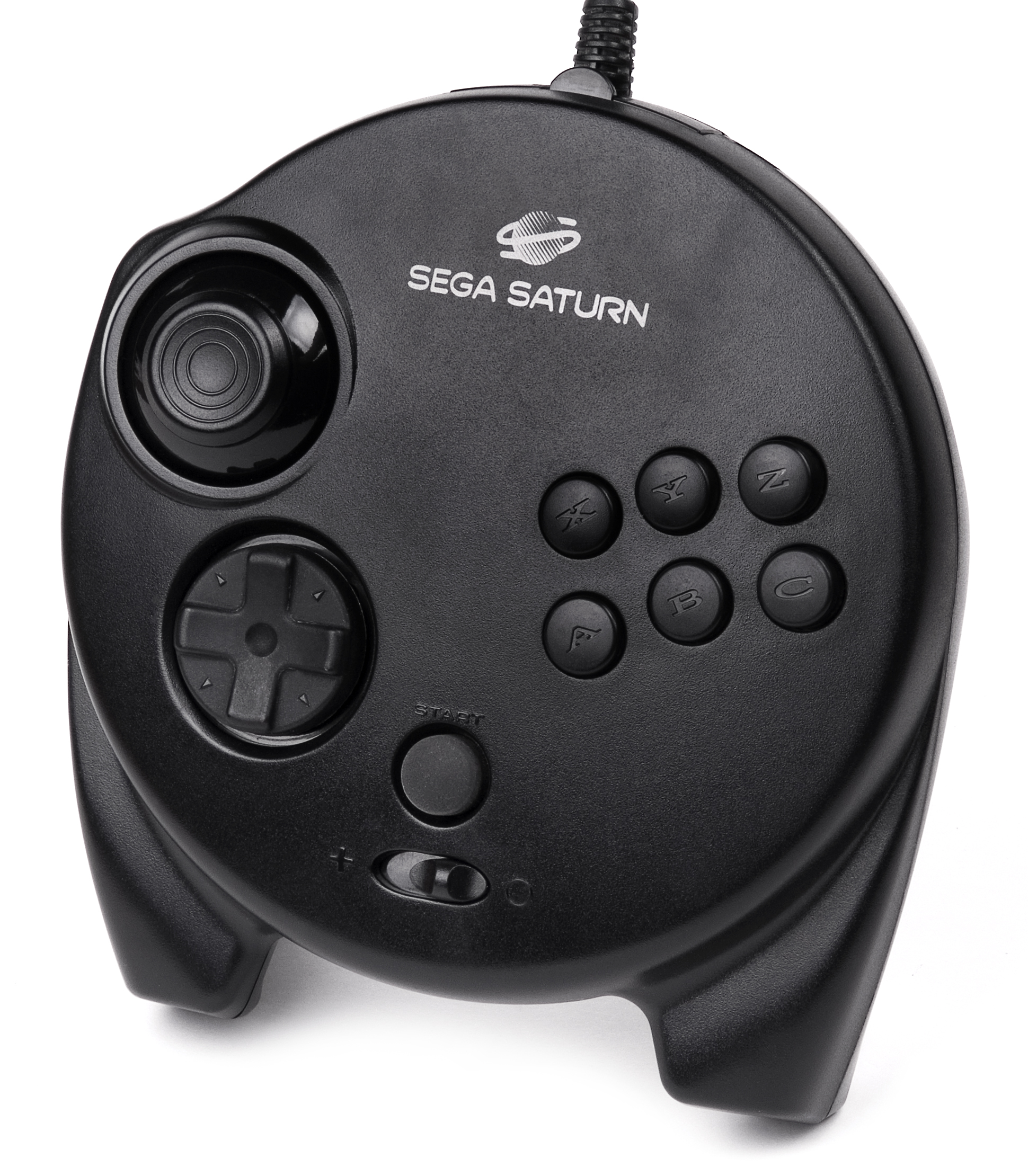
Analoges „3D Control Pad“

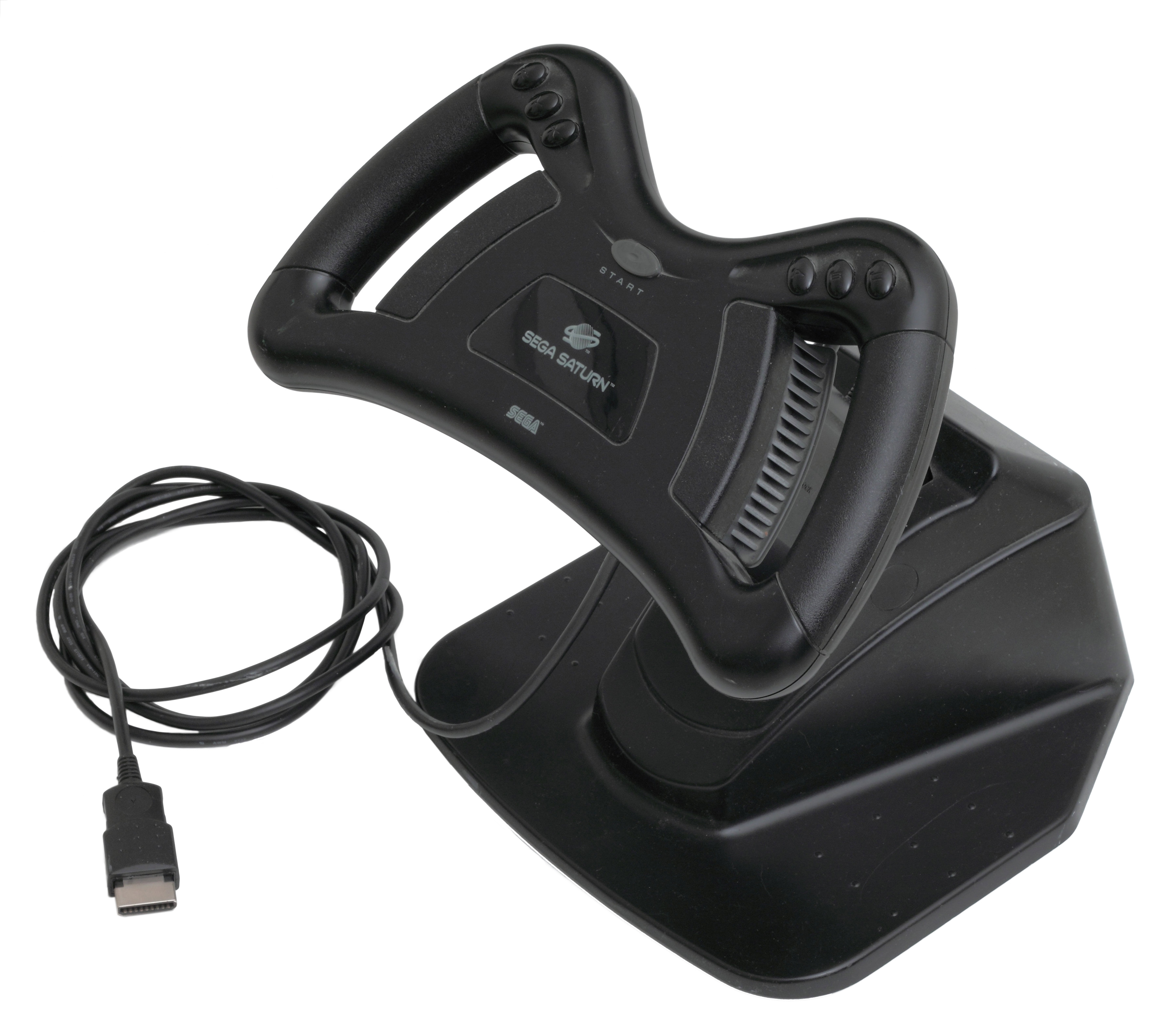
Saturn-Lenkrad „Arcade Racer“

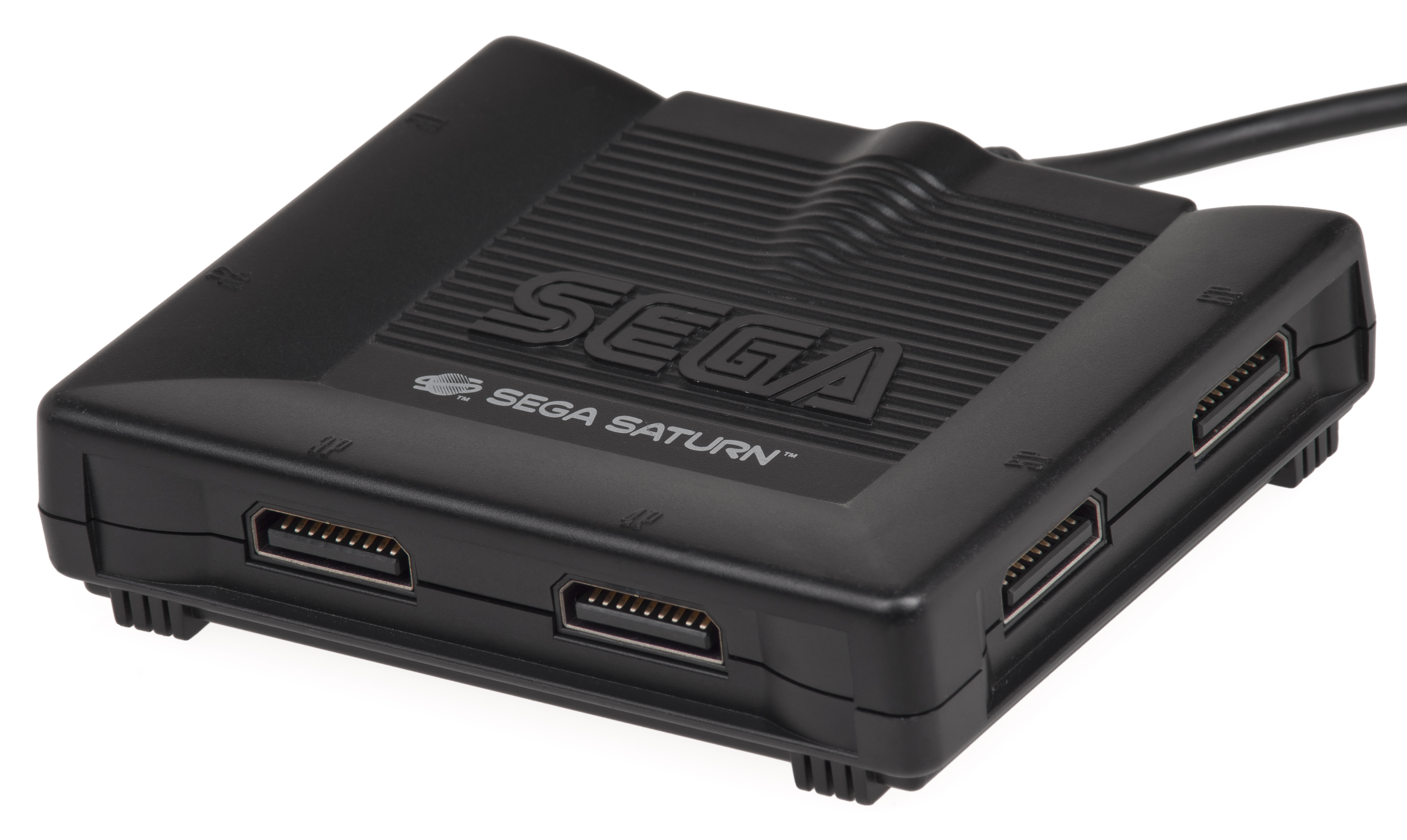
Multitap

- Digital-Gamepad (8-Wege-Pad, 6 Knöpfe)
- Analog-Gamepad „Thumbpad“ (eingeführt mit Spiel NiGHTS Into Dreams und sah dem späteren Dreamcast-Controller bereits sehr ähnlich)
- „Stunner“-Lightgun (eingeführt mit Spiel Virtua Cop)
- Multitap (Mehrspieleradapter)
- „Arcade Racer“-Lenkrad
- Netlink-Modem-Karte
- Netlink-PS/2-Keyboard-Adapter (zu Benutzen mit Netlink-Modem)
- 1,44 MB-3,5″-Disketten-Laufwerk (serielle Schnittstelle, nur durch wenige Spiele unterstützt)

## Emulatoren
Es existieren verschiedene Emulatoren des Sega Saturns, zum Beispiel Satourne, Saturin, SSF und Yabause.
Auf dem Polymega werden ebenfalls Saturn-Spiele emuliert.
Auch gibt es Emulatoren, die auf dem Saturn andere Systeme emulieren, z. B. Game Boy, Atari Lynx, WonderSwan Color oder SNES.

## Sonstiges
Sega plante, auch Spiele für den Saturn vereinzelt als Modul zu veröffentlichen, um bei Spielen die Ladezeiten wegfallen zu lassen und so einen ununterbrochenen Spielablauf zu ermöglichen. Dies wurde indirekt auch durchgeführt mit Spielen wie King of Fighters 95 oder Ultraman. Diese Spiele hatten die eigentliche Software auf ROM-Modulen, während die Musik von der CD geladen wurde, allerdings kann das Spiel nur mit der CD zusammen gestartet werden.
Spätere Spiele wurden aus Kostengründen statt mit einem ROM-Modul, das die eigentliche Software enthielt, mit einem RAM-Modul (1, 2 oder 4 MB) ausgeliefert. Beim Start des Spiels wurde der Programmcode dann in das Modul geladen und, abgesehen von der Musik, von dort aus geladen, was zu erheblichen Verkürzungen der Ladezeiten führte. Vor allem Umsetzungen bekannter Neo-Geo-Spiele wie The King of Fighters, oder Capcoms Vampire-Savior-Spiele waren dank dieser Technik fast 1:1-Umsetzungen der Arcade-Originale, während Umsetzungen für die PlayStation nur mit Abstrichen möglich waren.